# Shaddam IV Corrino
Personaje de la saga de Dune de Frank Herbert. Shaddam IV Corrino, el "Emperador del Universo Conocido", nació en el año 10134. 
Su padre, Elrood Corrino IX, de la Casa Corrino, murió envenenado en un complot tramado por Hasimir Fenring y por el mismo Shaddam. Aseguró su llegada al trono a través de su matrimonio con Anirul, una Bene Gesserit, relación de la cual nacieron cinco hijas. A la vez tramaba con los Bene Tleilax para conseguir una fuente sintética de especia, llamada "Amal".
Desde la capital del imperio, el planeta Kaitain, ejerció un poder absoluto hasta que fue destronado por Paul Atreides y los fremen. Luego de la Batalla de Arrakeen, Shaddam fue obligado por el triunfante Paul a darle en matrimonio la mano de su hija mayor, la Princesa Irulan Corrino, y luego a renunciar a la corona; además de tener que exiliarse por el resto de su vida en Salusa Secundus.
Después de apoyar a los Harkonnen en la disputa por el planeta Arrakis, que ambos habían planeado conjuntamente para la destrucción de la Casa Atreides, junto con el asesinato del duque Leto, "El Justo", padre de Paul.
- Datos: Q509741